# Microsystème
Un microsystème est un assemblage de dispositifs de taille micrométrique. Un microsystème peut contenir un capteur de température, de l'électronique analogique pour la conversion des valeurs du capteur et de l'électronique numérique pour l'interfaçage avec d'autres puces, le tout intégré dans un seul composant électronique.
Quand le microsystème comprend des parties mobiles, on emploie le terme de microsystème électromécanique. Quand le microsystème comprend des éléments optiques et des parties mobiles, on emploie le terme de microsystèmes opto-électro-mécaniques.
Les microsystèmes ont été développés au début des années 1970 en tant que dérivés de la micro-électronique et leur première commercialisation remonte aux années 1980 avec des capteurs de pression sur silicium qui remplacèrent rapidement les technologies plus anciennes. Une autre utilisation importante au début des microsystèmes a été les accéléromètres des coussins gonflables de sécurité pour l'automobile.

## Exemples de microsystèmes
- Interrupteurs optiques[1]
- Connecteurs optiques
- Matrices de micro-miroirs, ou DMD (Digital Micromirror Device) qui définissent les pixels : la première projection cinéma numérique publique d'Europe effectuée par Philippe Binant, en 2000, reposait sur l'utilisation d'un MOEMS développé par Texas Instruments[2].
- VCSEL à longueur d'onde variable (Diode laser à cavité verticale émettant par la surface)
- Microbolomètres (bolomètre à l'échelle micrométrique)